# Reburrus pedestris
Reburrus pedestris là một loài ruồi trong họ Asilidae. Reburrus pedestris được Becker miêu tả năm 1925.